# Limonium paradoxum
Limonium paradoxum är en triftväxtart som beskrevs av Herbert William Pugsley. Limonium paradoxum ingår i släktet rispar, och familjen triftväxter. Inga underarter finns listade i Catalogue of Life.